# Hòa Bình, Hải Phòng
Hòa Bình là một phường thuộc thành phố Hải Phòng, Việt Nam.

## Địa lý
Phường Hòa Bình có vị trí địa lý:
- Phía đông giáp phường Bạch Đằng và phường Nam Triệu.
- Phía tây giáp phường Lưu Kiếm.
- Phía nam giáp phường Thủy Nguyên.
- Phía bắc giáp phường Lưu Kiếm và phường Bạch Đằng.

## Lịch sử
Trước năm 1945, địa bàn xã Hòa Bình thuộc 3 thôn: Hà Luận, Lương Kệ, Thủy Đường.
Sau năm 1945, thành lập xã Tam Hà trên cơ sở 4 thôn: Hà Phú, Hà Luận, Hà Tây, Trại Kênh.
Năm 1951, sáp nhập thôn Trại Kênh vào xã Mỹ Sơn; sáp nhập 3 thôn: Hà Tây, Hà Luận, Hà Phú vào xã Thủy Đường.
Tháng 6 năm 1956, thành lập xã Hòa Bình trên cơ sở 4 thôn: Hà Luận, Hà Phú, Đông Môn, Chiếm Phương, Lương Kệ.
Ngày 27 tháng 10 năm 1962, Quốc hội ban hành Nghị quyết về việc sáp nhập tỉnh Kiến An vào thành phố Hải Phòng. Khi đó, xã Hòa Bình thuộc huyện Thủy Nguyên, thành phố Hải Phòng.
Năm 2021, xã Hòa Bình có 16 thôn: 1, 2, 3, 4, 5, 6, 7, 8, 9, 10, 11, 12, 13, 14, 15, 16.
Ngày 20 tháng 7 năm 2022, HĐND TP. Hải Phòng ban hành Nghị quyết số 26/NQ-HĐND về việc:
- Đổi tên Thôn 8 thành thôn Hà Luận 1.
- Thành lập thôn Hà Luận 2 trên cơ sở 3 thôn: 9, 10, 11.
- Thành lập thôn Đông Phương 1 trên cơ sở Thôn 2 và Thôn 3.
- Thành lập thôn Đông Phương 2 trên cơ sở Thôn 4 và Thôn 5.
- Thành lập thôn Lương Đường trên cơ sở Thôn 6 và Thôn 7.
- Thành lập thôn Hà Phú 1 trên cơ sở Thôn 12 và Thôn 13.
- Thành lập thôn Hà Phú 2 trên cơ sở Thôn 14 và một phần của Thôn 15.
- Thành lập thôn Hà Phú 3 trên cơ sở một phần của Thôn 15 và Thôn 16.
- Đổi tên Thôn 1 thành thôn Đông Môn.

Ngày 24 tháng 10 năm 2024, Ủy ban Thường vụ Quốc hội ban hành Nghị quyết số 1232/NQ-UBTVQH15 về việc sắp xếp đơn vị hành chính cấp huyện, cấp xã của thành phố Hải Phòng giai đoạn 2023 – 2025 (nghị quyết có hiệu lực từ ngày 1 tháng 1 năm 2025). Theo đó, thành lập phường Hòa Bình thuộc thành phố Thủy Nguyên trên cơ sở toàn bộ 7,11 km² diện tích tự nhiên và quy mô dân số là 14.557 người của xã Hòa Bình.
Ngày 16 tháng 6 năm 2025, Ủy ban Thường vụ Quốc hội bàn hành Nghị quyết sắp xếp các đơn vị hành chính cấp xã thuộc thành phố Hải Phòng năm 2025. Theo đó, sắp xếp toàn bộ diện tích tự nhiên, quy mô dân số của phường Hòa Bình và một phần diện tích tự nhiên, quy mô dân số của phường An Lư, phường Thủy Hà thành phường mới có tên gọi là phường Hòa Bình.
Căn cứ theo đề án sắp xếp đơn vị hành chính cấp xã của thành phố Hải Phòng năm 2025, phường Hòa Bình được thành lập từ:
- Toàn bộ diện tích tự nhiên là 7,11 km², quy mô dân số là 14.481 người của phường Hòa Bình;
- Một phần diện tích tự nhiên là 3,57 km², quy mô dân số là 13.028 người của phường An Lư;
- Một phần diện tích tự nhiên là 8,79 km², quy mô dân số là 19.659 người của phường Thủy Hà.

Phường Hòa Bình có diện tích tự nhiên là 19,47 km2 (đạt 354,0% so với quy định), quy mô dân số là 47.168 người (đạt 104,82% so với quy định).